# Église de Tous-les-Saints de Minsk
L'église de Tous-les-Saints (en biélorusse : Царква Усіх Святых), de son nom complet l'Église-monument de Minsk en l'honneur de Tous les Saints en mémoire des victimes ayant servi au salut de notre Patrie (biélorusse : Мінскі храме-помнік у гонар Усіх святых і ў памяць аб ахвярах, якія паслужылі выратаванню Айчыны нашай), est une église de l'éparchie biélorusse de l'Église orthodoxe russe située à Minsk. Elle est haute de 72 m (74 en comptant la croix). L'église peut accueillir jusqu'à 1 200 fidèles à la fois et renferme un centre de documentation sur la guerre, la répression et ses victimes,,.

## Histoire
La première pierre des fondations de l'église a été posée en 1991 par le patriarche Alexis II de Moscou.
En 2005, le projet de construction d'une "Église-monument en honneur de tous les saints et en mémoire des innocents morts sur notre Patrie" est confirmé. La construction débute à l'été 2006. La même année est construite l'église en bois de la Sainte-Trinité, située juste à côté. En automne de cette même année a eu lieu la cérémonie de la consécration des cloches, à laquelle a assisté le président Alexandre Loukachenko.
Les coupoles sont érigées le 2 octobre 2008.
Le 2 juillet 2010 est organisée une cérémonie d'enterrement de trois dépouilles de soldats inconnus dans la crypte. Il s'agit de trois soldats tombés lors de trois guerres différentes : la guerre patriotique de 1812, la Première et la Seconde Guerres mondiales.

## Galerie d'images

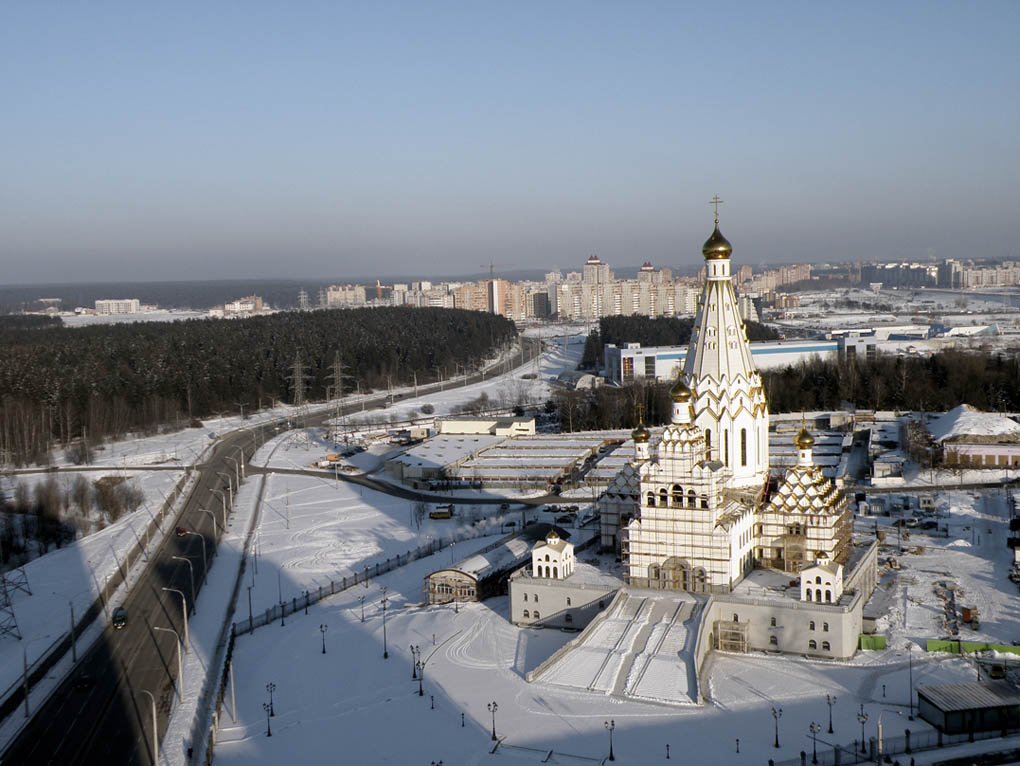
L'église de Tous-les-Saints de Minsk
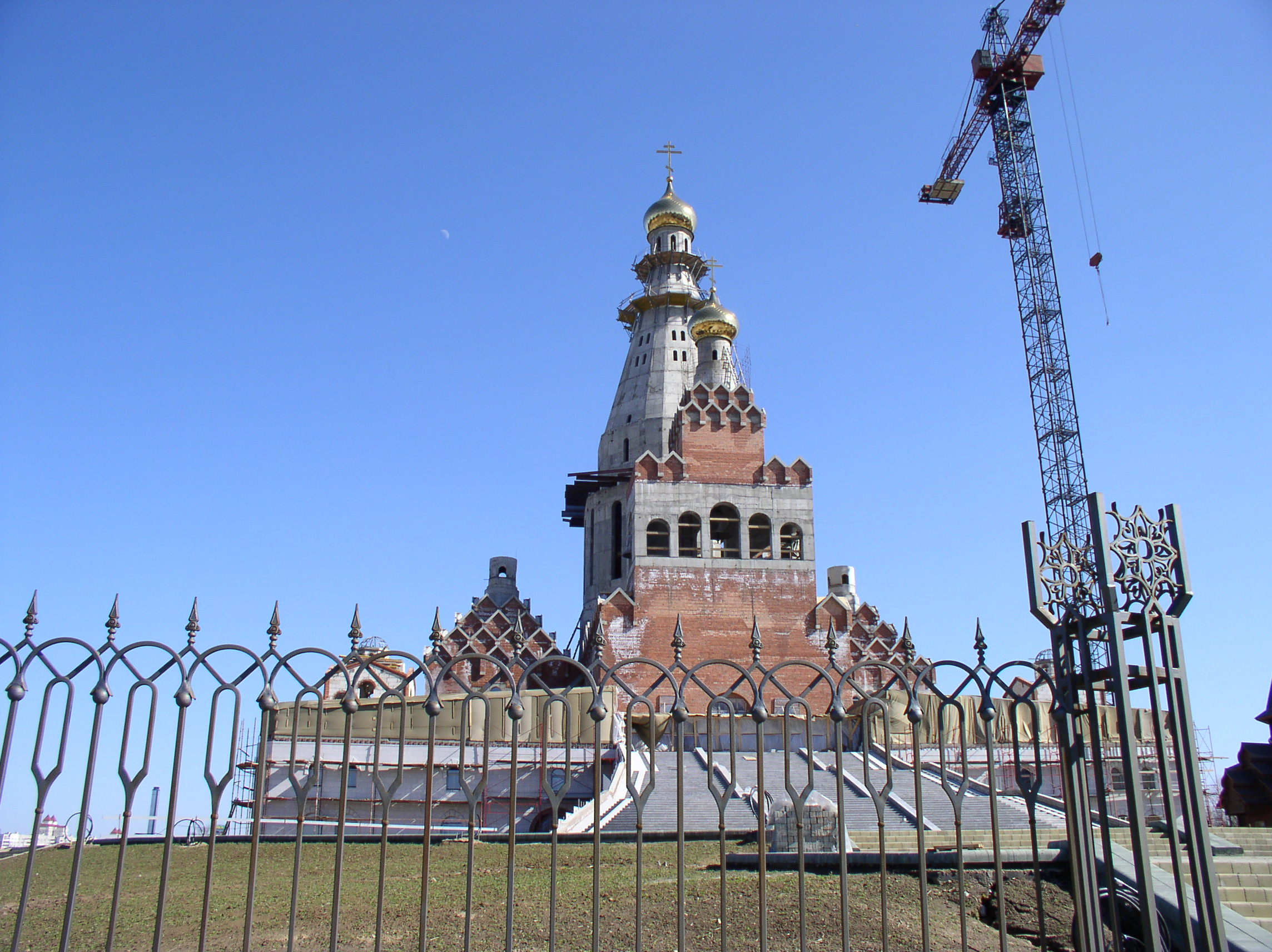
L'église en construction (2007)
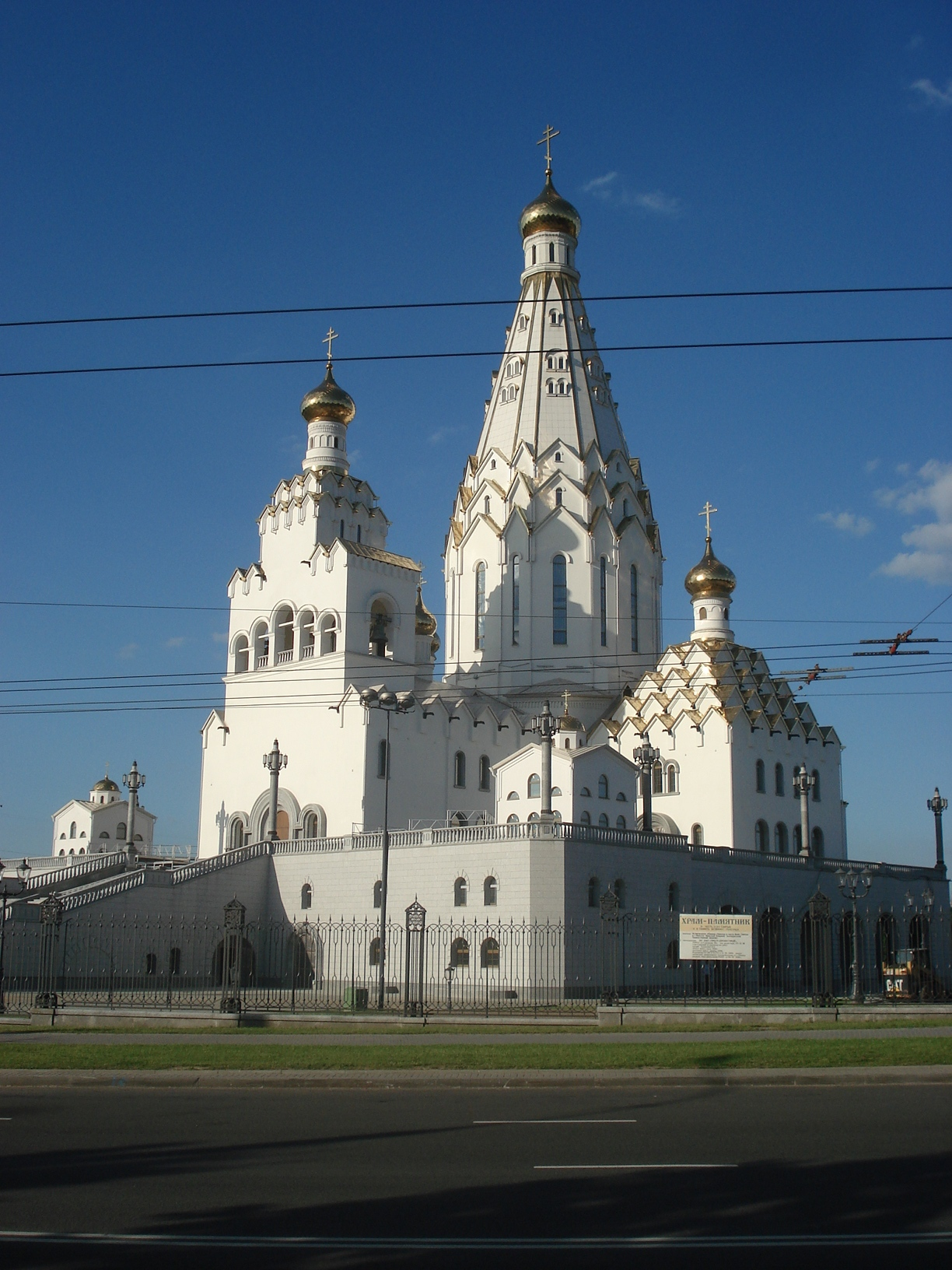
Photo de l'église en 2010
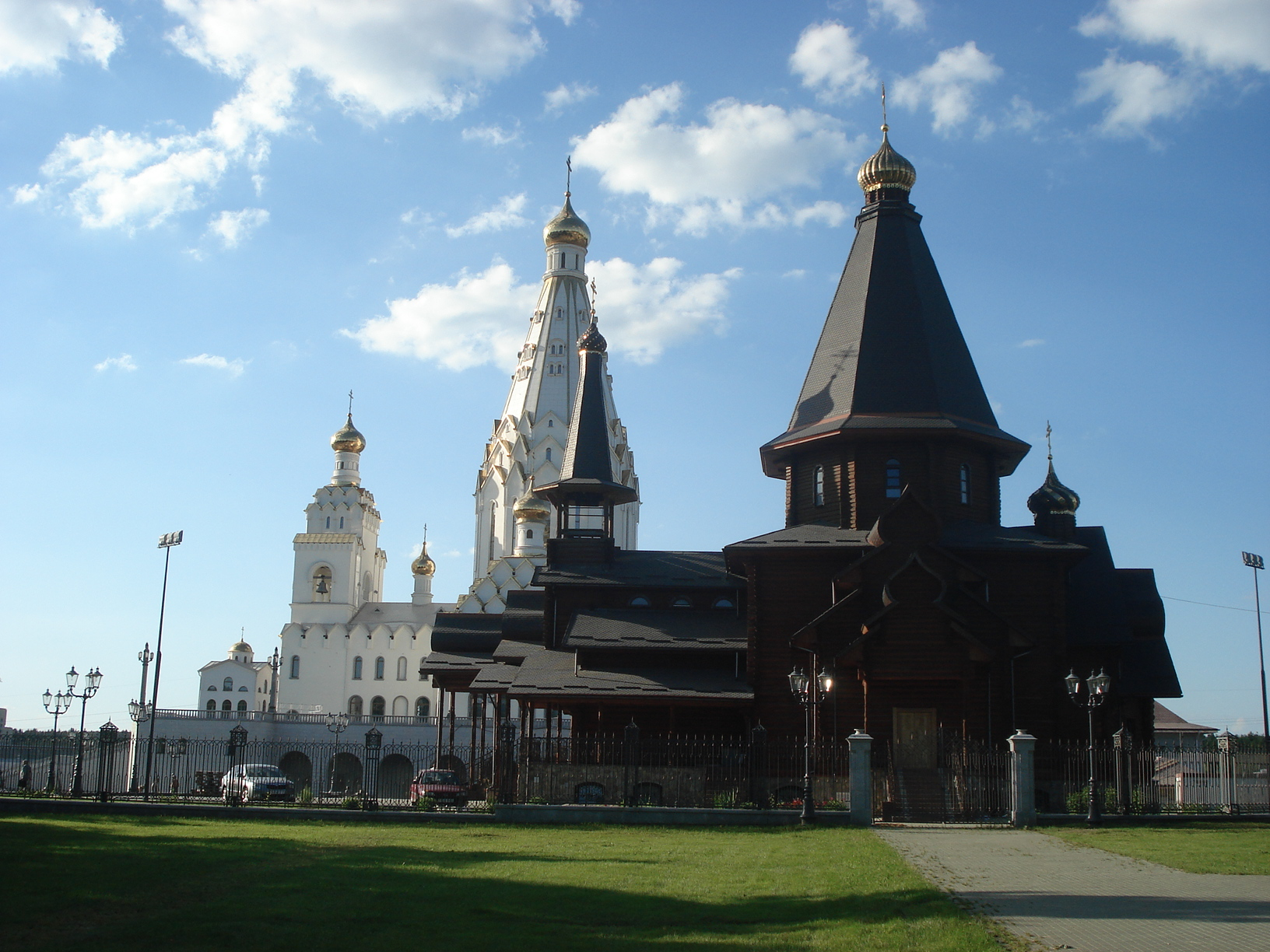
Église de la Saint-Trinité (avec l'église de Tous-les-Saints en arrière-plan)